# Skworczyk ogorzały
Skworczyk ogorzały (Aplonis fusca) – gatunek średniej wielkości ptaka z rodziny szpakowatych (Sturnidae). Występował na dwóch australijskich wyspach: Lord Howe i Norfolk. Odnotowany po raz ostatni w 1923.

## Taksonomia
Po raz pierwszy gatunek opisał John Gould w 1836 na łamach „Proceedings of the Zoological Society of London”. Holotyp został odłowiony przez kapitana Sturta, jednak siedlisko typowe zostało błędnie oznaczone; autor zaznaczył, że skworczyki ogorzałe zamieszkują brzegi rzeki Murrumbidgee, podczas gdy te nigdy nie występowały w kontynentalnej Australii, a jedynie na dwóch wyspach do niej należących; musiał zostać odłowiony na wyspie Norfolk. Autor nadał nowemu gatunkowi nazwę Aplonis fusca, jest ona obecnie (2020) akceptowana przez Międzynarodowy Komitet Ornitologiczny (IOC). Wyróżnia on dwa podgatunki: nominatywny i Aplonis fusca hulliana. Drugi podgatunek opisał Gregory Macalister Mathews w 1912 na łamach „Novitates Zoologicae”. Przy okazji pierwszego opisu skworczyka ogorzałego opisany został również sam rodzaj Aplonis, do którego John Gould zaliczył również A. marginata.
Holotyp podgatunku nominatywnego zaginął. Holotyp A. f. hulliana znajdował się w kolekcji Mathewsa.

## Podgatunki i zasięg występowania
Przedstawiciele podgatunku nominatywnego zamieszkiwali wyspę Norfolk. Ptaki podgatunku A. f. hulliana zasiedlały Lord Howe.

## Morfologia

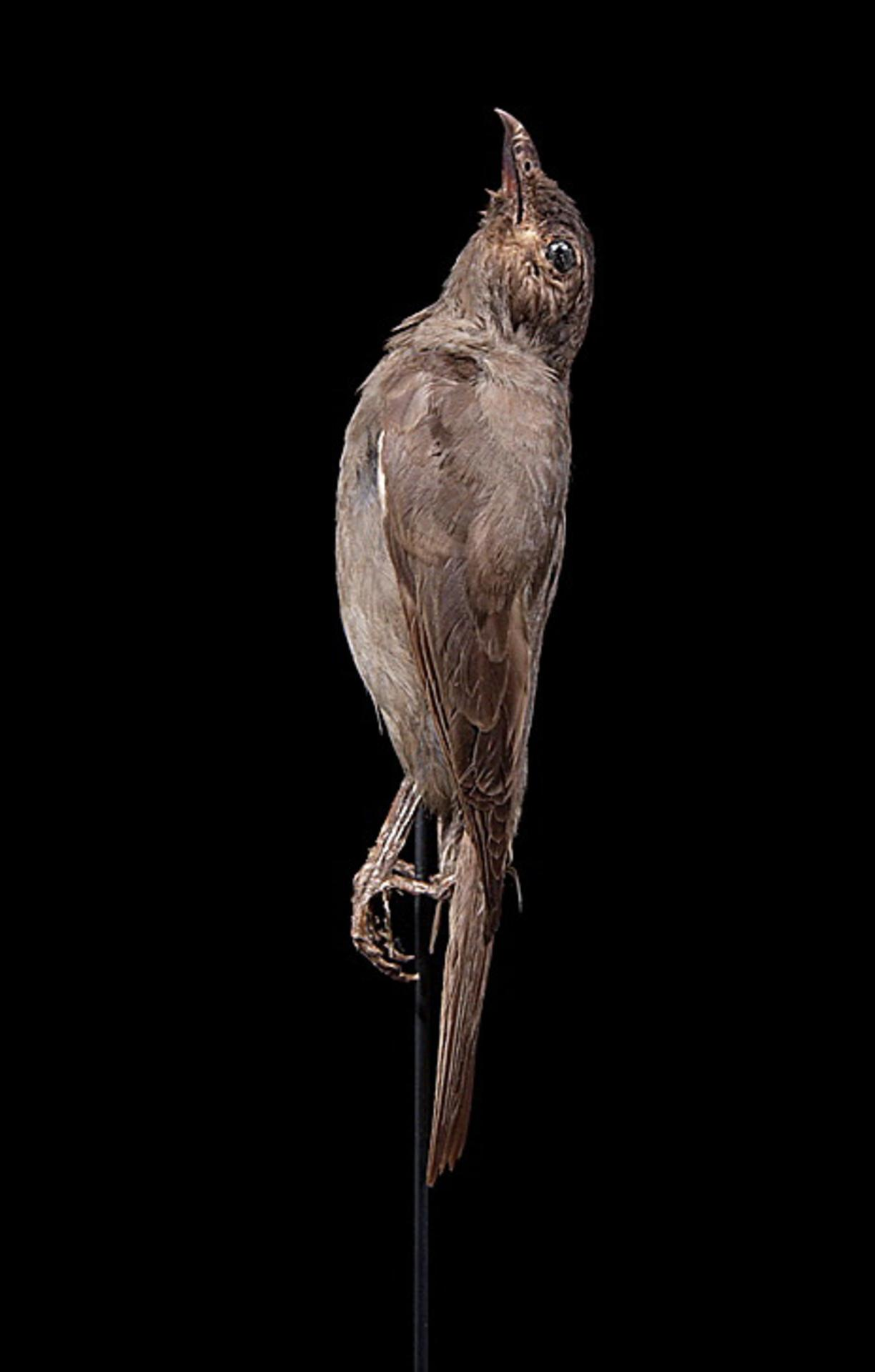
Okaz wypchany, 1836, Muzeum Historii Naturalnej w Lejdzie

Przybliżona długość ciała to 17 cm (6,75 cala). Wymiary holotypu A. f. hulliana: długość skrzydła 100 mm, długość górnej krawędzi 19 mm, długość skoku 25 mm, długość ogona 71 mm.
Samce wykazywały się ciemniejszym upierzeniem od samic. Pióra na głowie zaostrzone. Upierzenie nieco błyszczące, szczególnie na głowie i z tyłu szyi. Ogół upierzenia łupkowoszary, pióra miękkie. Tęczówka pomarańczowoczerwona. Przedstawicieli A. f. hulliana odróżniał ciemniejszy wierzch ciała i solidniejszy dziób.

## Ekologia i zachowanie
Skworczyki ogorzałe prawdopodobnie zamieszkiwały wszystkie typy leśnych środowisk na obydwu wyspach, jednak brak jest szczegółowych danych. Na Lord Howe szpaki te były jednymi z pospolitszych ptaków przed pojawieniem się szczurów. Nieznany jest status gatunku na Norfolku, ale wiadomo, że w 1909 występował wokół ludzkiej osady. Skworczyki ogorzałe, według australijskiego ornitologa i filatelisty A. F. Basseta Hulla, miały w zwyczaju otwierać owoce bananów i wyjadać ich miąższ. Miały również czynić szkody w sadach. Prawdopodobnie owoce stanowiły podstawę ich diety.

### Lęgi
Lęgi trwały od września do listopada i od lutego do marca. Gniazdo było stosunkowo otwarte, stanowiło konstrukcję z gałązek i suchych traw. Umieszczone było w martwym konarze, a na Norfolku także i w pniu paproci drzewiastych. W zniesieniu znajdowały się 4 jaja, czasami 5. Miały niebieskozieloną skorupkę pokrytą jasnoczerwonymi wzorkami. Wymiary średnie z 12 jaj (przeliczone z cali): 23–28 na 16–19,5 mm.

## Status
IUCN klasyfikuje skworczyka ogorzałego jako gatunek wymarły. Populacja z Lord Howe jeszcze w latach 1913–1915 liczyła tysiące osobników; wyginęła zapewne wkrótce po zawleczeniu na tę wyspę w 1918 roku szczurów śniadych (Rattus rattus). Ptaki tego gatunku na Norfolku odnotowano po raz ostatni w 1923, ale ich zniknięcie odnotowano dopiero w 1968. Przyczyny wymarcia na Norfolku są niejasne, ponieważ szczury śniade pojawiły się tam dopiero w latach 40. XX wieku. Możliwe, że do wymarcia przyczyniło się niszczenie środowiska.